# Darja Andrejewna Rogosina
Darja Andrejewna Rogosina (russisch Дарья Андреевна Рогозина; * 14. August 1996 in Borissoglebsk) ist eine russische Skilangläuferin, Triathletin und Wintertriathlon-Weltmeisterin (2019, 2020, 2022).

## Werdegang
Darja Rogosina wuchs in Borissoglebsk im südwestlichen Russland, rund 600 km südlich von Moskau auf und lebt ebenda. Im Januar 2018 wurde sie in Rumänien U23-Vize-Weltmeisterin Wintertriathlon und im März russische Meisterin Winter Triathlon.

### Weltmeisterin Wintertriathlon
Etwa ein Jahr später, im Februar 2019 wurde sie in Italien ITU-Weltmeisterin Wintertriathlon. Darja Rogosina ist auch im Rollerski aktiv und im Rollerski-Weltcup 2019 belegte die damals 23-Jährige im September den 25. Rang. 2020 wurde sie zum zweiten Mal Weltmeisterin Wintertriathlon.
Im September 2021 wurde sie Dritte bei der Europameisterschaft Xterra Cross Triathlon.
Im Skilanglauf nimmt Rogosina seit 2013 vorwiegend am Eastern-Europe-Cup teil. Dabei erreichte sie im November 2019 in Schtschutschinsk mit Platz zwei über 5 km klassisch ihre erste Podestplatzierung in dieser Rennserie. In der Saison 2021/22 kam sie mit drei dritten Plätzen und einen zweiten Platz auf den dritten Gesamtrang.
2022 wurde die 25-Jährige im Februar zum dritten Mal ITU-Weltmeisterin Wintertriathlon.

## Sportliche Erfolge
| Datum/Jahr    | Rang | Wettbewerb                                          | Austragungsort      | Zeit     | Bemerkung                                                                 |
| ------------- | ---- | --------------------------------------------------- | ------------------- | -------- | ------------------------------------------------------------------------- |
| 5. Feb. 2022  | 1    | ITU Winter Triathlon World Championships            | Sant Julià de Lòria | 02:03:59 | Weltmeisterin Wintertriathlon                                             |
| 7. Feb. 2020  | 1    | ITU Winter Triathlon World Championships            | Asiago              | 01:32:22 | Weltmeisterin Wintertriathlon                                             |
| 4. Jan. 2020  | 1    | ITU Winter Triathlon World Cup                      | Harbin              | 01:34:27 | 6,88 km Laufen, 12,5 km Radfahren und 10,32 km Skilanglauf                |
| 10. Feb. 2019 | 1    | ITU Winter Triathlon World Championship Mixed Relay | Asiago              | 00:32:06 | Wintertri Mixed Relay; gemischte Staffel mit Pawel Wiktorowitsch Andrejew |
| 9. Feb. 2019  | 1    | ITU Winter Triathlon World Championships            | Asiago              | 01:40:54 | Weltmeisterin Wintertriathlon                                             |
| 10. März 2018 | 1    | RUS Winter Triathlon National Championships         | Perekop             | 01:38:52 | Russische Meisterin Wintertriathlon                                       |
| 27. Jan. 2018 | 2    | ITU Winter Triathlon World Championship U23         | Cheile Grădiştei    | 02:05:30 | Vize-Weltmeisterin U23 Wintertriathlon                                    |

| Datum/Jahr    | Rang | Wettbewerb                                 | Austragungsort  | Zeit     | Bemerkung                                  |
| ------------- | ---- | ------------------------------------------ | --------------- | -------- | ------------------------------------------ |
| 24. Sep. 2021 | 3    | Xterra European Championships              | Andalo          | 02:38:15 | Europameisterschaft Xterra Cross Triathlon |
| 16. Juni 2019 | 1    | RUS Cross Triathlon National Championships | Verkhoshizhemye | 01:54:21 |                                            |
| 23. Juni 2018 | 1    | RUS Cross Triathlon National Championships | Verkhoshizhemye | 02:08:36 |                                            |

| Datum/Jahr   | Rang | Wettbewerb                                   | Austragungsort | Zeit     | Bemerkung                          |
| ------------ | ---- | -------------------------------------------- | -------------- | -------- | ---------------------------------- |
| 2. Juli 2019 | 1    | ETU Cross Duathlon European Championship U23 | Târgu Mureș    | 02:01:41 | U23-Europameisterin Cross Duathlon |
| 9. Juni 2019 | 1    | RUS Cross Duathlon National Championships    | Yaroslavl      | 01:35:58 |                                    |

(DNF – Did Not Finish; DNS – Did Not Start)